# Grupo de Fados de Engenharia
O Grupo de Fados de Engenharia é um grupo musical português.
Formado a 18 de Outubro de 1988, é um Grupo Académico que surge no seio da Faculdade de Engenharia da Universidade do Porto, que procura dinamizar e perenizar a arte musical e a estética do Fado de Coimbra e da guitarra portuguesa. Desde a sua formação, e através das seis gerações que o constituíram, atuaram todos os anos na Monumental Serenata da Queima das Fitas do Porto, assim como em várias serenatas académicas e outros eventos culturais pelo país fora e além fronteiras, destacando-se neste aspeto a sua participação no Festival Internacional de Música Universitária, em Belfort, França, no ano de 2010, e ainda digressões pela Alemanha, Suiça, República Checa, Reino Unido e Espanha.

## Discografia

### Álbuns de estúdio
- Cantares D'Alma Lusa (1998)

1. Dança Palacíana
2. À Meia-Noite ao Luar
3. Meu Menino, Meu Anjo
4. Canção das Lágrimas
5. Traz Outro Amigo Também
6. Balada da Despedida do V Ano Jurídico 88/89
7. Variações em Ré menor no1
8. Branca Luz de Luar
9. Fado Para um Amor Ausente
10. Fado da Despedida
11. Crucificado
12. Estudo em Lá maior
13. Cantar de Emigração
14. Fado Hilário
15. As Nossas Capas

- 20 anos (2008)

1. Canção Verdes Anos
2. À Meia-Noite ao Luar
3. É Preciso Acreditar
4. Os Vampiros
5. O Meu Menino
6. Variações em Lá menor (Artur Paredes)
7. Samaritana
8. Canção Pagã
9. Canto do Amanhecer
10. Balada da Despedida do V Ano Jurídico 88/89
11. Canção da Despedida (As Nossas Capas)
12. Balada da Despedida de Engenharia
13. Trova de Amor Lusíada (participação conjunta dos grupos musicais da FEUP)

- Variações sobre um Fado (2016)

1. Indicativo
2. Trova do Vento que Passa
3. Fado da Despedida do 5º Ano Médico 1927/1928
4. Despertar
5. Homem Só, Meu irmão
6. Balada do Rei Vadio
7. Menino d'Oiro
8. Cantiga Para Quem Sonha
9. Pensamento
10. Fado por um Amor Ausente
11. Canção do Despedida (As Nossas Capas)
12. Capa Negra Rosa Negra
13. Cantiga de um Vagabundo
14. Knights of Cydonia
15. Minha Mãe
16. Mozart
17. Tenho Barcos
18. Discombobulate

- 35 Anos de Tradições que Unem Gerações (Ao Vivo) (2024)
  - Grupo de Fados de Engenharia (1988-2023)

1. 1. Introdução (1ª Fase, 1988-2003)
  2. Verdes Anos
  3. Saudades de Coimbra
  4. Fado da Despedida
  5. Canção das Lágrimas
  6. Testemunhos (1ª Fase, 1988-2003)
  7. Introdução (2ª Fase, 2004-2017)
  8. Variações em Lá Menor
  9. Canção Pagã
  10. Balada do Rei Vadio
  11. Balada da Distância
  12. Testemunho (2ª Fase, 2004-2017)
  13. Balada do Mar
  14. Cantiga de um Vagabundo
  15. Audições (2ª Fase, 2004-2017)
  16. Vampiros
  17. Introdução (3ª Fase, 2018-2023)
  18. Meia Noite ao Luar
  19. Mar Alto
  20. Homem Só, Meu Irmão
  21. Variações em Ré Menor
  22. Fado dos Olhos Claros
  23. Foi o Mar
  24. Despertar
  25. Testemunhos (Sequência Final)
  26. Balada da Despedida 5º Ano Jurídico 88/89
  27. Agradecimentos (Sequência Final)
  28. As Nossas Capas & Balada de Coimbra
  29. Grito Académico (Sequência Final)

- - Antigos Membros do Grupo de Fado Académico do OUP (Participação especial)

1. 1. Testemunho (Antigos Membros do Grupo de Fado Académico do OUP - GFAOUP)
  2. Indicativo
  3. Não Olhes para Os Meus Olhos
  4. O Meu Desejo
  5. Fado da Despedida do 5º Ano Médico 27/28
  6. Damas do Porto
  7. Balada de Coimbra

## Elementos
Em 35 anos de história, o Grupo de Fados de Engenharia teve várias gerações de músicos que representaram a Faculdade de Engenharia da Universidade do Porto. A formação mais recente é constituída por:
- Bruno Rafael — Viola
- Daniel Correia — Guitarra Portuguesa e Voz
- Filipe Vieira — Guitarra Portuguesa
- Carlos Costa — Voz
- Leonardo Moura — Voz
- João Silva — Viola
- Tiago Vicente — Viola
- Pedro Diaz-Argüelles — Voz
- Tiago Pires — Guitarra Portuguesa
- Rodrigo Resende — Voz
- Diogo Rocha — Viola
- Afonso Madaleno — Viola
- Rui Borges — Voz

E alinhou no passado os integrantes:
Diogo Sousa, guitarra portuguesa; Tiago Domingues, guitarra portuguesa e viola; Vasco Patarata, viola; Álvaro Pêgas, viola; Miguel Godinho, voz; Francisco Boia, guitarra portuguesa; Fábio Moreira, viola; José Fonseca, voz; Pedro Neto, viola; Miguel Pereira, guitarra portuguesa; Tiago Botelho, voz; Ricardo Cleto, viola; António Pinto, voz; João Bonita Loureiro, viola; António Lisboa, voz; Manuel Soares, guitarra portuguesa; Adalberto Ribeiro, viola; Fábio Castro, viola; Gomes da Costa, voz; Ivo Timóteo, guitarra portuguesa; João Miguel, viola; José Carvalho, viola; Jorge Pacheco, guitarra portuguesa; José Liberal, guitarra portuguesa; Mário Henriques, guitarra portuguesa; Mário Rui, voz; Mário Vieira, voz; Miguel Assis, viola; Miguel Silva, guitarra portuguesa; Nuno Oliveira, voz; Paulo Nunes, voz; Paulo Renato, voz; Pedro Columbano, voz; Pedro Correia, voz; Pedro Pimentel, guitarra portuguesa; Quim Passarinho, voz; Ricardo Ferreira, voz; Tiago Azevedo, voz; Vileda, viola; Vítor Santos, voz.